# Плавуча АЕС
Плавуча АЕС (плавуча а́томна те́плоелектростанція, ПАТЕС) — російський проєкт зі створення мобільних плаваючих атомних електростанцій малої потужності, що розроблюється Федеральним агентством з атомної енергії Росії, підприємством ВАТ «Балтійський завод», ВАТ «Мала енергетика» й іншими організаціями.

## Проєкт
Згідно з проєктом, плаваюча атомна станція малої потужності складається з гладкопалубного несамохідного судна з двома реакторними установками КЛТ-40С криголамного типу, розробленими ОКБМ ім. І. І. Афрікантова. Встановлена потужність кожного реактора — 35 МВт, теплова потужність — 140 гігакалорій на годину. Загальна довжина судна — 144 метри, ширина — 30 метрів. Водотоннажність — 21,5 тисячі тонн.
Плавуча станція може використовуватися для отримання електричної та теплової енергії, а також для опріснення морської води. За потреби, на добу вона може видати від 40 до 240 тисяч кубометрів прісної води. Термін експлуатації складатиме мінімум 36 років: три цикли по 12 років, між якими буде необхідно здійснювати перевантаження активних зон реакторних установок.

## Місця розміщення
- Певек Чукотського АО — ПАТЕС «Академік Ломоносов» (2019)
- ЗАТО Вілючинськ на Камчатці — заплановано.[1]
- Республіка Кабо-Верде (Острова Зеленого Мису) — на стадії консультацій.[2]
- Будівництво газових родовищ на Таймирі. Можливий замовник ВАТ «Газпром».[3]

Можлива експлуатація атомної станції цього проєкту в інших країнах з важкодоступними територіями — наприклад, у Канаді, Індонезії та ін.

## Історія
Вперше плавучі реактори цивільного призначення використовувалися у США для забезпечення енергією Панамського каналу (судно Sturgis) у 1966—1976 і на дослідницькій базі в Антарктиці у 1962—1972 роках. У Росії тендер на створення плавучої АЕС було проведено 19 травня 2006 року, переможцем стало підприємство «Севмаш». Нижньогородський державний технічний університет став базовим для підготовки фахівців з розробки та експлуатації плавучих АЕС.
2008 року оголошено, що частина замовлень на вузли та агрегати АЕС буде розміщена на Балтійському заводі. Згодом компанія «Росатом» передала на Балтійському заводу все замовлення.
30 червня 2010 року перший енергоблок був спущений на воду в Санкт-Петербурзі на Балтійському заводі, проте реактор і турбогенератор ще не встановлені, роботи по їх монтажу проходитимуть на плаваючому енергоблоці. 2013 року парогенеруючі блоки завантажили в реакторні відсіки плаваючого енергоблоку.
4 жовтня 2016 року розпочалося будівництво берегової інфраструктури ПАТЕС в м. Певек, що на Чукотці. У січні 2018 року Головна державна експертиза видала схвальний висновок на будівництво ПАТЕС, вказавши, що документація відповідає вимогам технічних регламентів.
У вересні 2019 року «Росенергоатом» планує розпочати встановлення енергоблока на штатне місце, а восени того ж року — почати випробування ПАТЕС і ввести її в експлуатацію.
Плавуча АЕС почала працювати в порту м. Певек Чукотського автономного округу 18 грудня 2019 року.
22 травня плавучу атомну теплоелектростанцію введено в промислову експлуатацію. Вона стала 11-ю експлуатованою атомною станцією в Росії та найпівнічнішою у світі.

## Вартість плаваючої АЕС
Вартість першого блоку ПАТЕС склала 16,5 мільярдів рублів, які витратили на будівництво, обладнання, реакторну установку так берегові споруди. З цього об'єму коштів вартість самого енергоблоку становить 14,1 мільярда рублів, ще 2 мільярди — кошти на будівництво берегових та гідротехнічних споруд.
За оцінкою голови дирекції ПАТЕС, що будуються, концерну «Росенергоатом» Сергія Зав'ялова, загальна вартість будівництва складатиме 30 млрд руб. 22 млрд руб. з них — вартість головного енергоблоку, та 7 млрд руб. витрат на берегові спорудження.

## Учасники проєкту
- Росатом — замовник
- АТ «Атомэнерго» — генеральний проєктувальник ПАТЄС
- ВАТ «ЦКБ „Айсберг“» — проєктувальник
- Балтійський завод — виготовлення судна
- ОКБМ ім. І. І. Африкантова — комплектний постачальник реакторних установок
- Калужський турбінний завод — виготовлення турбін
- ТОВ «Титан Інжинірінг» — виготовлення будівлі загальнодистанційного пункту керування.